# Mancommunauté
 (décembre 2022).
Si vous disposez d'ouvrages ou d'articles de référence ou si vous connaissez des sites web de qualité traitant du thème abordé ici, merci de compléter l'article en donnant les références utiles à sa vérifiabilité et en les liant à la section « Notes et références ».
La mancommunauté (en espagnol : mancomunidad) est une forme d’intercommunalité propre à l'Espagne. Certains pays hispanophones d’Amérique du sud ont mis en place des statuts similaires (Bolivie, Équateur, et depuis 2016, Pérou).

## Présentation
En matière juridique, elle désigne l'association libre de communes, dans le cadre juridique national, créant une entité locale supérieure à laquelle les communes regroupées délèguent une partie des compétences que la loi leur attribue. L'objet d'une telle association est de mutualiser des services à l'intention de toutes les communes adhérentes.
Pour voir le jour, les mancommunautés doivent répondre à un certain nombre de critères :
- les communes doivent en principe être limitrophes ;
- l'objectif fixé doit être clairement explicité ;
- un budget commun, indépendant de celui des entités adhérentes, doit être élaboré ;
- la mancommunauté se doit de mettre en place des organes de gestion distincts des organismes propres aux communes membres.

Les mancommunautés jouissent d'une personnalité juridique propre pour remplir les missions qui leur sont assignées. En principe, elles sont créées sans limitation de durée, mais certaines d'entre elles peuvent l'être pour un temps prédéterminé, dans le but de mener à bien une ou plusieurs activités spécifiques.

## Territoires extra-communaux
En Espagne, une mancommunauté peut être créée et disposer d'un territoire propre qui ne fait légalement partie d'aucune commune, car inhabité et ne disposant donc pas de conseil local élu, mais qui est géré par le conseil communautaire réunissant ses communes membres (parcenaires) pour autoriser son exploitation et en partager les usages et les fruits, y compris les recettes fiscales ou commerciales pour cette exploitation communautaire.
Pour exister, la mancommunauté doit cependant remplir certains critères de cohésion territoriale. Notamment les membres doivent être dans une même comarque ou la même juridiction provinciale (au sein d'une seule communauté autonome) et former ensemble un territoire contigu dont font partie tous les membres (ou faire partie d'un même conseil insulaire s'il s'agit d'îles ou îlots proches séparés par un même secteur de mer territoriale). Et la mancommunauté ne pas créer de nouvelles zones enclavées (les enclaves existantes, exclues des communes membres ou ajoutées à l'extérieur de celles-ci, peuvent cependant subsister dans la communidad formée, si leur fusion territoriale devait entraîner un conflit de juridiction).
Le terme mancommunauté peut aussi parfois aussi remplacé localement en castillan par les termes ledanía, hermandad, comunero ou junta, et d'autres termes similaires dans les langues régionales (notamment en basque, aragonais et catalan) ; ces termes traditionnels peuvent être conservés après l'érection d'une ancienne mancommunauté en commune de plein exercice après la fusion indivise de ses membres. Mais on ne doit pas confondre l'usage de ces termes au sein de certains toponymes (même officialisés) avec leur usage légal général en langue castillane officielle ou co-officielle partout en Espagne, notamment les termes mancommunauté (désignant l'institution intercommunale) et junta (désignant la juridiction provinciale).
Ces territoires peuvent aussi être d'anciens villages aujourd'hui inhabités et extrêmement ruraux, souvent difficile d'accès ; ce sont le plus souvent des forêts ou des zones de montagne, ils sont devenus des territoires protégés où aucune résidence privée permanente n'est légale mais où peuvent exister des exploitations agricoles et forestières (sans installation permanente, comme des zones de pâturage) ou des réserves naturelles protégées, quelques routes d'intérêt intercommunal voire provincial ou national (parfois même aucune autre route que des sentiers de montagne ou forestiers), parfois aussi des barrages sur les rivières, ainsi que des lignes électriques reliant les éventuels villages encore habités mais enclavés (dont le territoire est inclus dans une des communes membres et ne fait pas partie du territoire partagé).
Cependant l'association des communes dans cet objectif n'est pas totalement libre et est fixé à long terme, car chaque commune membre conserve ses droits permanents sur ce territoire communautaire, sans pouvoir en décider seule. Mais même dans ce cas, le conseil communautaire peut gérer d'autres services communs sur le territoire propre de chacune de ses communes membres et pour lesquels les communes adhèrent librement.
On trouve de tels territoires cogérés et dont la propriété est détenue en indivision par les communes membres, dans plusieurs communautés autonomes espagnoles :
- de nombreux en Castille-et-León (une dans la province de Soria, deux dans la province de Ségovie, les autres dans plusieurs comarques de la province de Burgos) ;
- un en Castille-La Manche (dans la province de Guadalajara) ;
- un dans la Communauté valencienne (dans la province de Valence) ;
- un en Cantabrie ;
- un dans La Rioja ;
- plusieurs en Navarre (certains partagés entre des communes des trois zones linguistiques bascophones, mixtes et non-bascophones) et
- un au Pays basque (dans la province du Guipuscoa).